# Erich Lejeune
Erich J. Lejeune (* 15. Juni 1944 in Dorfen) ist ein deutscher Unternehmer, der zudem als Motivationscoach und Fernsehmoderator tätig ist.

## Leben und Wirken
Erich Lejeune wuchs in schwierigen familiären und sozialen Verhältnissen im München der Nachkriegszeit auf. Sein Vater war durch die Erlebnisse an der russischen Front und lange Kriegsgefangenschaft geprägt, seine Mutter arbeitete als Putzhilfe. Nach Abschluss der Volksschule absolvierte er eine Lehre als Kaufmann bei einem Großhändler für Elektroartikel in München. Dort entdeckte er sein Talent als Verkäufer. In den folgenden 15 Jahren führten ihn weitere berufliche Stationen in die Schweiz und schließlich in die Geschäftsführung von verschiedenen mittelständischen Handelsunternehmen in der Elektronikbranche.
Lejeune ist seit 1980 in zweiter Ehe mit seiner Schweizer Frau Irène verheiratet. Das Paar lebt in München.
Erich Lejeune war von 2001 bis 2023 Honorarkonsul von Irland in München. Seit 2024 besteht dort kein Honorarkonsulat mehr.

### Chip-Broker
1976 gründete Lejeune das Unternehmen „ce Consumer Electronics“ (heute „ce GLOBAL SOURCING GmbH“, dazwischen für einige Jahre „ce GLOBAL SOURCING AG“). Das Geschäftsmodell des Chip-Brokering besteht darin, ein Maklersystem für Halbleiter-Chips ohne Lagerhaltung zu betreiben, wobei weltweite Preisunterschiede ausgenutzt werden. Im Jahr 1979 wurde eine Niederlassung in Tokio und 1981 eine im Silicon Valley gegründet. Im Frühjahr 1998, wenige Monate vor dem Börsengang, hatte das Unternehmen mit 21 Mitarbeitern und einem Umsatz von knapp 37 Millionen DM noch die Größe einer mittelständischen Handelsfirma.
Lejeunes Ehefrau Irène war hauptverantwortlich für den Börsengang der „ce Consumer Electronics AG“ im Juni 1998, wobei Dietrich Walther beratend tätig war. Die Firma war bis zum Börsengang stark auf den margenstarken Handel mit schwer beschaffbaren Chips spezialisiert und stieg nun zusätzlich in den margenschwächeren Massenmarkt ein. Ab Einführung des „Nemax 50“ am 1. Juli 1999 war die Aktie in diesem Aktienindex des Börsensegments Neuer Markt vertreten. Ebenfalls 1999 startete das Unternehmen Virtual Chip Exchange, Inc. (VCE) mit der ersten virtuellen Chip-Börse, d. h. einem B2B-Handelssystem, um Halbleiterbauelemente per E-Business zu verkaufen; VCE war ein Gemeinschaftsunternehmen der ce AG mit der kanadischen Softwarefirma Mediagrif. Die ce AG wuchs, vor allem durch Zukäufe, wobei das durch den Börsengang eingenommene Kapital vergleichsweise schnell ausgegeben wurde. Von den zu Hoch-Zeiten 153,9 Millionen Mark an liquiden Mitteln blieben nach Abschluss des Geschäftsjahres 2000 nur noch 39,3 Millionen Mark. Durch die Mehrheitsbeteiligung an der US-Firma SND rückte die ce AG im August 2000 in die Spitzengruppe der Chip-Broker auf. (Anfang 2005 urteilte das manager magazin, SND sei viel zu teuer zugekauft worden.) Die Anzahl der ce-Mitarbeiter erhöhte sich von 33 im Jahr 1999 auf 412 im Jahr 2000. Der Börsenwert der ce AG stieg im Verlauf der Dotcom-Blase, einer Spekulationsblase, im ersten Halbjahr 2000 zeitweise auf über 3 Milliarden DM. Lejeune, der anfangs etwa 30 Prozent der ce-Aktien besessen hatte, reduzierte bis Ende 2000 seinen Aktienanteil auf 13 Prozent sowie bis August 2004 auf weniger als fünf Prozent. Ende 2002 zog er sich aus der Leitung der Firma „ce Consumer Electronics“ zurück, obwohl er im April 2001 seinen Vertrag als Vorstandsvorsitzender um vier Jahre bis 2005 verlängert hatte. Das Jahr 2002 schloss die ce AG mit einem deutlichen Verlust ab. Dennoch sagt Lejeune im Rückblick, er habe die Firma „mit besten Zahlen in die zweite Generation übergeben.“
Danach war Lejeune noch als Berater für ce tätig, wobei er durch die Schutzgemeinschaft der Kapitalanleger wegen der Höhe seines Beratungshonorars kritisiert wurde. Anfang 2005 sah das manager magazin das von Lejeune entwickelte Geschäftsmodell als nicht mehr tragfähig an, da dank des Internets der Markt inzwischen transparenter geworden war (d. h. die Gewinnmargen wurden kleiner). Im Jahr 2006 nannte die Deutsche Schutzvereinigung für Wertpapierbesitz die Firma ce AG auf Platz 2 ihrer Liste der „größten Kapitalvernichter Deutschlands“.
Ende der 1990er Jahre scheiterte eine geplante Beteiligung Lejeunes am Medien-Unternehmen Josef von Ferenczys.

### Fernsehmoderator
Bevor Erich Lejeune eigene Sendungen moderierte, kam er bereits als häufiger Gast von Talkshows im Fernsehen zu Wort. Seit 1999 ist Lejeune als Fernsehmoderator in lokalen Privatsendern tätig, zunächst von 1999 bis 2005 in TV München und anschließend ab 2005 in münchen.tv; in seinen Sendungen spricht er mit Gästen aus Wirtschaft, Kirche, Gesellschaft, Medien, Medizin und Politik. Seit 1999 zeigt er in der Reihe „Lejeune – der Personality Talk“ Prominente von ihrer privaten Seite. Daneben lief von 2004 bis 2010 die Sendereihe „Motivation Deutschland“. Seine „Brennpunkt“-Reihe begann 2007 unter dem Titel „Brennpunkt – der Motivationstalk mit Erich Lejeune“ und wurde Ende 2010 in „Brennpunkt München“ umbenannt; inzwischen heißt sie „Brennpunkt Wirtschaft“. Außerdem moderiert Lejeune seit 2013 die Reihe „Der Münchner Medizintalk“ und seit 2015 das Format „Der Münchner Finanztalk“.

### Autor und Motivator
Die Reihe von Lejeunes Buchveröffentlichungen beginnt 1990 mit seiner Autobiographie „Mr. Chip“, für die er einen Ghostwriter engagiert hatte. Lejeune schrieb eine Reihe von Büchern zum Thema Motivation, wie „Lebe ehrlich, werde reich!“, „Du schaffst, was Du willst!“, „Lebenswissenschaft Motivation!“ und „Erkenne dich selbst! – 301 Fragen für ein gelungenes Leben“. Bezüglich Lejeunes Buch „Du schaffst, was du willst!“ stellt Marc Schlette fest: „Entscheidend bei Lejeune ist sein nachgerade ‚naturgesetzliches’ Erfolgsdenken. Die plakativen Botschaften sind hier Ausdruck der Annahme, anhand von Beispielen lasse sich auf verborgene Prinzipien von Erfolg und Misserfolg schließen.“
Mitte der 1990er Jahre unternahmen Erich Lejeune und Peter Kapfhammer eine Initiative zur Gründung einer „Akademie für Innovation und Querdenken“ in Eggenfelden, die jedoch nicht erfolgreich war. Lejeune gründete 2003 seine „Lejeune Academy for Motivation, Communication & Success“, die er 2007 in „Lejeune Academy for Philosophy & Motivation“ umbenannte. Die Gründung erfolgte insofern in einem schwierigen Umfeld, als im Jahr zuvor (vor allem wegen Jürgen Höller) eine Reihe negativer Berichte über die Branche der Motivationstrainer in den Medien erschienen war. In seinem Buch „Lebenswissenschaft Motivation“ machte Lejeune Pläne zu einem Lehrstuhl für Motivation an der Fakultät für Wirtschaftswissenschaften der Technischen Universität München publik, der den Abschluss eines „Master of Motivation“ hätte anbieten sollen. Die Zusammenarbeit mit der TU kam jedoch über eine Vorlesungsreihe im Wintersemester 2005/06 zum Thema „Motivation for Excellence“ nicht hinaus. 2008 erhielt er einen „Lehrauftrag für Motivationstraining“ an der Hochschule für Philosophie München. Bis August 2009 lief seine Radiokolumne „Motivation Deutschland – Die Lejeune Kolumne“ auf Klassik Radio.

## Stiftungen
Bereits 1988 gründete Lejeune mit der Lejeune-Stiftung eine gemeinnützige Einrichtung für Zahnmedizin.
2003 gründete er gemeinsam mit seiner Frau die Herz für Herz – Stiftung für Leben, wobei sich das von ihm eingezahlte Grundkapital auf 300.000 Euro belief. Die Stiftung ermöglicht insbesondere Herzoperationen und diagnostische Maßnahmen bei Kindern aus armen Regionen der Welt. Durch die Erträge von Benefizveranstaltungen, durch Einzelspenden und über einen Freundeskreis fließen der Stiftung zusätzlich Geldbeträge zu. Hinzu kommen Sachspenden von Medizintechnik-Unternehmen. Die nachträglichen Geldeingänge übertreffen in Summe das Grundkapital. Die Stiftung hat Hilfsprojekte in Vietnam und Südafrika laufen. Sie richtete unter anderem 2006 dem Allgemeinkrankenhaus in Da Nang eine Kinderherzstation ein. Außerdem unterstützt sie medizinische Kooperationen der Ludwig-Maximilians-Universität München mit Universitäten in den vietnamesischen Städten Ho Chi Minh City und Da Nang.
Der Hochschule für Philosophie München stiftete Lejeune im Frühjahr 2012 den Erich-Lejeune-Lehrstuhl für Philosophie und Motivation. Der Philosoph Godehard Brüntrup war bis 2019 Inhaber des Lehrstuhls. Im Jahre 2019 wurde der Lehrstuhl eingestellt.
Im Unterschied zu den oben genannten Stiftungen handelte es sich bei der Förderung des Fußballvereins SpVgg Unterhaching um ein Sponsoring der Firma ce Consumer Electronics AG. Es lief bis 30. Juni 2002, wobei Lejeune und Herbert Graus das Geld aus eigener Tasche an die ce AG zahlten, die es dann weiter vergab.

## Auszeichnungen
- 1997: Ernennung zum Senator h. c. im Bundesverband Mittelständische Wirtschaft und zum Sprecher des Wirtschaftssenats im BVMW
- 1999: Wahl zum deutschen „Entrepreneur des Jahres“ in der Kategorie Handel
- 2000: Europäischer Steuerzahlerpreis 1999 der Taxpayers Association of Europe e.V. (TAE)[42] Den Preis überreichte der TAE-Präsident Rolf von Hohenhau, der seit dem Börsengang 1998 stellvertretender Vorsitzender des Aufsichtsrats von Lejeunes Firma ce AG war[43] und 2002 Aufsichtsratsvorsitzender wurde.[44]
- 2002: Verdienstkreuz am Bande des Verdienstordens der Bundesrepublik Deutschland
- Goldene Ehrennadel der Wittelsbacher für sein Engagement für den modernen Fünfkampf
- 2007: Verdienstkreuz erster Klasse der Bundesrepublik Deutschland
- 2010: Ehrendoktorwürde der Hochschule für Philosophie der Jesuiten in München
- 2011: Verleihung des "King Fellow Awards" durch die European University - Center for Management Studies
- 2012: Bayerischer Verdienstorden
- 2013: Ehrendoktorwürde der Universität Da Nang
- 2015: Ehrendoktorwürde der University of Medicine and Pharmacy in Ho Chi Minh City[45]
- 2019: Ernennung zum Honorarprofessor durch die Universität Da Nang[46]
- 2024: München leuchtet[47]

## Publikationen
- Mr. Chip. Lübbe, Bergisch Gladbach 1990, ISBN 3-404-61283-3.
- Mut zur Karriere. Lübbe, Bergisch Gladbach 1993, ISBN 3-7857-0615-4.
- Aufbruch Deutschland. Droemer Knaur, München 1999, ISBN 3-426-77421-6.
- Die ce Story. Gewinnen mit Chips – ein Mann macht einen Markt! MI, Landsberg 1998, ISBN 3-478-36310-1.
- So verkaufen Sie sich reich. MI, Landsberg 1999, ISBN 3-478-24390-4.
- Mein Marathon des Lebens. MVG, Landsberg/München 2002, ISBN 3-478-72620-4.
- Lebenswissenschaft Motivation., MVG, Heidelberg 2005, ISBN 3-636-06250-6.
- Schluss mit Angst. Für mehr Vertrauen in Deutschlands Zukunft. Redline, Heidelberg 2006, ISBN 3-636-01331-9.
- 365 x Motivation. 3. Auflage. MVG, Heidelberg 2006, ISBN 3-636-07181-5.
- mit Gerd Käfer: Der Gourmet-Papst. Redline, Heidelberg 2006, ISBN 3-636-01357-2.
- mit Peter Kraus: I Love Rock´n´Roll. Keine Zeit zum alt werden. Redline, Heidelberg 2006, ISBN 3-636-01432-3.
- Du schaffst was du willst. 4. Auflage. Redline, Heidelberg 2006, ISBN 3-636-01505-2.
- Lebe ehrlich – werde reich. Redline, Heidelberg 2006, ISBN 3-636-01506-0.
- 365 Tage Motivation. Redline, Heidelberg 2006, ISBN 3-636-01504-4.
- mit Winfried Noé: Vorsprung durch Astrologie. Redline, Heidelberg 2007, ISBN 978-3-636-01513-6.
- Erkenne dich selbst! – 301 Fragen für ein gelungenes Leben. mvgVerlag, 2009, ISBN 978-3-86882-008-9.